# Bekiliella cyanea
Bekiliella cyanea är en stekelart som beskrevs av Jean Risbec 1952. Bekiliella cyanea ingår i släktet Bekiliella och familjen puppglanssteklar.
Artens utbredningsområde är Madagaskar. Inga underarter finns listade.